# Mendoza Chico
Pour les articles homonymes, voir Mendoza.
Mendoza Chico est une ville de l'Uruguay située dans le département de Florida. Sa population est de 776 habitants.

## Population
| Année | Population |
| ----- | ---------- |
| 1963  | 232        |
| 1975  | 446        |
| 1985  | 399        |
| 1996  | 574        |
| 2004  | 776        |

Référence,